# Приішимський район
Приіши́мський район (рос. Приишимский район) — колишній район у складі Північноказахстанської області Казахської АСРР (1935) та Казахської РСР (1936—1963).

## Історія
Район утворений 9 січня 1935 року з центром у селі Боголюбово у складі Карагандинської області. З 29 липня 1936 року — у складі новоутвореної Північноказахстанської області Казахської АСРР. З 5 грудня 1936 року — район у складі Казахської РСР.
27 квітня 1956 року зі складу Приішимського району до складу Радянського району передано територію площею 42,49 км² колишнього колгоспу Кзил-Жулдуз. 30 липня 1957 року села Карлуга, Красний Луч, Приішимка Надеждинської сільради передано до складу Бішкульської сільради сусіднього Петропавловського району.
14 вересня 1957 року до складу району включена частина ліквідованого Петропавловського району — Бішкульська сільрада.
30 травня 1958 року до складу Новомихайловської сільради передано село Токаревка Дубровинської селищної ради Мамлютського району, а до складу Дубровинської селищної ради Мамлютського району включено територію площею 38,82 км² Новомихайловської сільради. 30 вересня 1958 року населений пункт радгоспу № 1 ДорУРСа передано до складу Петропавловської міськради.
8 серпня 1962 року до складу новоствореної Петровської сільради Ленінського району передано село Мереке Амангельдинської сільради та село Осідле Кзил-Аскерської сільради Приішимського району.
2 січня 1963 року район був ліквідований, територія розділена між сусідніми районами:
- до Ленінського району — Амангельдинська, Зарічна, Ново-Нікольська сільради
- до Мамлютського району — Боголюбовська, Кзил-Аскерська, Ново-Михайловська сільради
- до Радянського району — Бішкульська сільрада
- до Сергієвського району — Приішимська сільрада